# Maria Wennerström
Maria Wennerström, född den 10 april 1985 i Skellefteå i Sverige, är en svensk curlingspelare.
Hon tog OS-silver i damernas curlingturnering med Lag Sigfridsson i samband med de olympiska curlingtävlingarna 2014 i Sotji. 
Maria håller sedan 2007 det officiella svenska rekordet i figurspel för damer med en totalpoäng av 70. 